# .ip
.ip — псевдо-домен верхнього рівня, який показує, що назва домену — IP-адреса чи замаскована IP-адреса.